# Концева Вікторія Володимирівна
Вікторія Володимирівна Концева, до шлюбу Арсієнко (27 листопада 1989, Берислав, Херсонська область, Україна) —  українська педагогиня,  вчителька, поетеса, письменниця, перформерка, сертифікована плейбек-акторка (соціальний театр імпровізації).

## Життєпис
Народилася на Херсонщині. До 2021 року жила і працювала в Херсоні. В 2011 році закінчила Херсонський державний університет за спеціальністю "Вчитель української мови та літератури, зарубіжної літератури".
Позиціонує і розвиває себе як вчитель-інноватор, переможниця Всеукраїнського конкурсу учителів-інноваторів «Teacher Innovation Cup». На уроках використовує власні креативні розробки, творчі розробки і мистецькі практики.
За пів року до повномасштабного вторгнення росії в Україну переїхала з донькою до Ірпеня, отримавши пропозицію від інноваційного навчального закладу. З березня 2022 по липень 2023 отримала тимчасовий захист в Іспанії (Мадрид). Протягом перебування в Іспанії вивчила іспанську, але не змінила фах і викладала українську мову онлайн, а також працювала у суботній українській школі в Мадриді. У липні 2023 повернулася в Україну.
Вікторія Концева проводить тренінги для вчителів та вебінари на порталі "На урок". Працює над використанням елементів плейбек-театру на уроках літератури, розробляє матеріали для вчителів. Досліджує і впроваджує «емоційний інтелект» як новий рівень особистісної залученості у своїх уроках, головна ідея яких — виховувати в дитині людину нового покоління, креатора, який генерує ідеї та втілює їх у життя, володіє ключовими компетентностями й практичними вміннями, застосовує знання на практиці, а також мотивувати дітей до навчання під час аналізу та інтерпретації художніх текстів, створюючи ситуації успіху та партнерства. Для реалізації педагогічної ідеї Вікторія Концева використовує такі сучасні технології: інформаційні та цифрові, ігрові, інтерактивного, інтегрованого, особистісно орієнтованого навчання, розвитку критичного мислення, «створення ситуацій успіху», навчання у співробітництві, візуалізації тексту.
Плейбек-театр перекладається як «театр відтворення» і є різновидом інтерактивного театру імпровізації, що складається з двох частин: розповіді глядачами особистих історій та миттєвої художньої інсценізації акторами цих розповідей у специфічних формах. Вікторія Концева адаптувала ідею плейбеку до уроків літератури, додавши своє: учні показують не «історії з залу», а історії літературних героїв, враження від прочитаного чи атмосферу твору

## Учительська діяльність
2011 — 2014 — вчителька української мови і літератури у Блиставицькій ЗОШ I-III ступенів.
2014 — 2021 — вчителька української мови і літератури у Херсонській гімназії  №1 та викладачка у Херсонському державному аграрно-економічному університеті.
2021 — 2022 — вчителька української мови та літератури в Ірпінському ліцеї інноваційних технологій та викладачка театрального мистецтва в арт-просторі "Руда ворона".
2022 — 2023 — вчителька української мови та літератури у суботній українській школі в Мадриді.
З 2022 — керівниця напрямку української мови в онлайн-школі "Rist", методистка.
З серпня 2023 — вчителька літератури у Школі вільних та небайдужих (Львів).
З 2024 – фасилітаторка проєкту «Безпечні школи» від Save the Children.

## Перформативна діяльність
З 2018 по 2021 рік Вікторія Концева грала у херсонському плейбек-театрі "Suncity" (соціальний театр імпровізації).
В Мадриді, де проживала у 2023 році, взяла участь у поетичному перформансі. У Херсоні брала участь у сайт-специфік перформанасах ГО “Центр культурного розвитку “Тотем”, зокрема у проєкті “Червона лінія”, де митці-перформери досліджували можливості і обмеження публічного простору.
З поверненням в Україну приєдналася до львівської плейбек-студії. Вікторія Концева є сертифікованою плейбек-акторкою. Працює над дослідженням у галузі використання плейбек-елементів на уроках літератури.

## Поетична діяльність
Переможниця поетичних батлів на літературних фестивалях "Ант-р-Акт" (2018), "Ірпінський Парнас" (2019), "Ше.Fest" (2021). Публікувалася в проєкті «Новий Акрополь». Друкувалася в альманах "Поетична шафа", "Ан-т-Ракт", "Херсонщина. Арт-спротив".
У грудні 2023 брала участь у художній виставці «Інший ландшафт» в Тернополі, яка представляє роботи 18 авторів та авторок, херсонців, які постраждали від російської окупації.
Неодноразово виступала з поетичними перформансами, влаштовувала моноспектакль на основі своїх поетичних текстів.

## Відзнаки
- Переможниця обласного етапу конкурсу "Вчитель року — 2020" у номінації "Зарубіжна література"[22][23].
- Відзнака "Краща блогерка регіонального конкурсу блогерів" за учительський блок "Урок літератури: пошуки та інсайти".
- Переможниця Всеукраїнського конкурсу «Teacher Innovation CUP» (Топ-51 учителів)[2][24].